# Michal Baluďanský
Michal Baluďanský, také Michail Andrejevič Baluďanskij, rusínsky Михайло Балудяньскый, rusky Балугьянский, Михаил Андреевич, maďarsky( Balugyánszky Mihály (7. října 1769, Vyšná Olšava, Slovensko – 15. dubna 1847, Petrohrad, Ruské impérium) byl v Rusku působící univerzitní profesor rusínské národnosti, ekonom – národohospodářský, právník, statní činitel a zakladatel a první ředitel (rektor) Petrohradské státní univerzity.
Pocházel z rusínské obce Vyšná Olšava, patřící do tehdejší Zemplínské župy. Narodil se v rodině řeckokatolického faráře. V roce 1777 jako 8letý studoval na řeckokatolickém gymnáziu, v sídle Zemplínské župy, ve městě Sátoraljaújhely. Po skončení gymnázia v roce 1780 dostal státní stipendium a v letech 1783 – 1785 studoval na filozofické fakultě Královské akademie práva v Košicích (slovensky filozofická fakulta Kráľovskej akadémie práva v Košiciach). Fakultu absolvoval s vyznamenáním. Právo studoval i ve Vídni. V průběhu dvou let absolvoval čtyřroční studium na právnické fakultě (1787 – 1789).
Od roku 1789 působil jako profesor politologie a ekonomie ve městě Oradea (česky Velký Varadín, Sedmihradsko). Po rigorózní (přísné) zkoušce v pešťské univerzitě v roce 1796 získal akademický titul JUDr. a od roku 1802 působil ve funkci děkana právnické fakulty. Ovládal 2 germánské jazyky – angličtinu, němčinu, románské jazyky – francouzštinu, italštinu a taktéž státní jazyk Uherska – maďarštinu.
Byl členem hnutí uherských jakobínů, tajného jakobínského Spolku svobody a rovnosti, za což byl pronásledován uherskými úřady. Jeho přednášky byly přísně cenzurované a zakázané. Na pozvání ruského cara Alexandra I. v roce 1804 odešel spolu s manželkou a synem do Ruského impéria, do Petrohradu. V Ruském impériu na Pedagogickém institutu učil politické vědy, zejména ekonomii.
V letech 1819 – 1821 byl prvním ředitelem (rektorem) Petrohradské státní univerzity. Měl velký podíl na demokratizaci vyučovacího procesu a možnosti studia pro nadané poddané. Univerzita se pod jeho vedením stala významným centrem vědeckého a kulturního života. V roce 1821 byl zbaven funkce pro své liberální názory, ale v roce 1835 na Petrohradské státní univerzitě opět přednášel.
Od roku 1824 byl členem zákonodárné komise ministerstva financí a také hlavním autorem ruského zákoníku Svod zakonov Rossiji (15 svazků), tvůrcem ruské právnické terminologie a právních norem pro ministerské úřady. Po nástupu cara Mikuláše I. byl jmenován za senátora a stal se přednostou carského úřadu. Byl v úzkém kontaktu s Václavem Hankou a Pavlem Josefem Šafaříkem, kteří ho ovlivňovali také politicky.

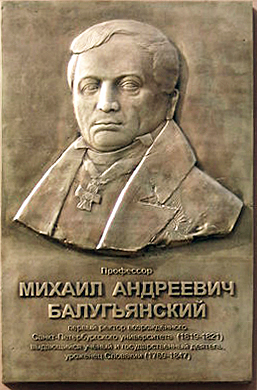
Památník Michalovi Baluďanskému.

Měl značný podíl na rozvíjení slovansko-ruských kulturních a vědeckých styků v 20. – 40. letech 19. století. V roce 1861 se zasloužil o vydání zákona o zrušení nevolnictví v Ruském impériu. Na Baluďanského dlouho vzpomínali rodáci z Vyšné Olšavy, protože nezapomněl na jejich těžký život. Vždy bojoval proti tmářství (popírání pokroku) a neúctě. Zemřel 3. dubna 1847 v Petrohradě jako šlechtic s erbem se znamením římské číslice „XV" – vzpomínka na 15 svazků Svodu zakonov Rosiji. Patřil mezi teoretiky liberální šlechty, na ekonomické podmínky Ruského impéria aplikoval teorii Adama Smitha.
Pochován je na monastýrském cintorínu v Troicko-sergijevské přímořské pustině. Jeho podobizna se ve formě uměleckého ztvárnění nachází v slavnostním sálu Petrohradské státní univerzity.
Z devíti dětí byl syn Alexander Michailovič (1818 – 1897) ruským generálem a dcera Anna Daraganová (1806 – 1877) ruskou spisovatelkou pro děti.

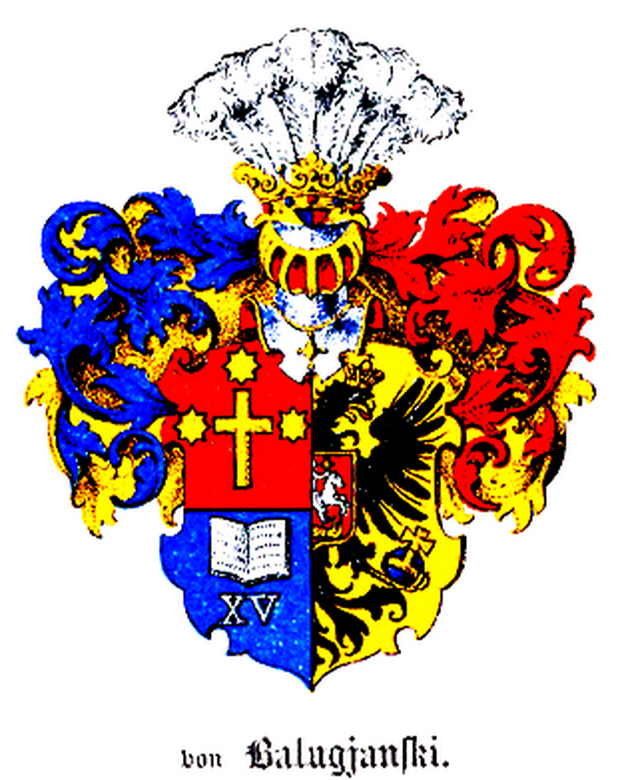
Erb Michala Baluďanského

## Tvorba
- O razdeleniji i oborote bogatstva. In: Statističeskij žurnal, 1806, svazek 1, č. 2
- Nacionaľnoje bogatstvo. Izobraženije različnych chozjajstvennych sistem. In: Statističeskij žurnál, 1806, svazek 2, č. 1